# Johann Faltis

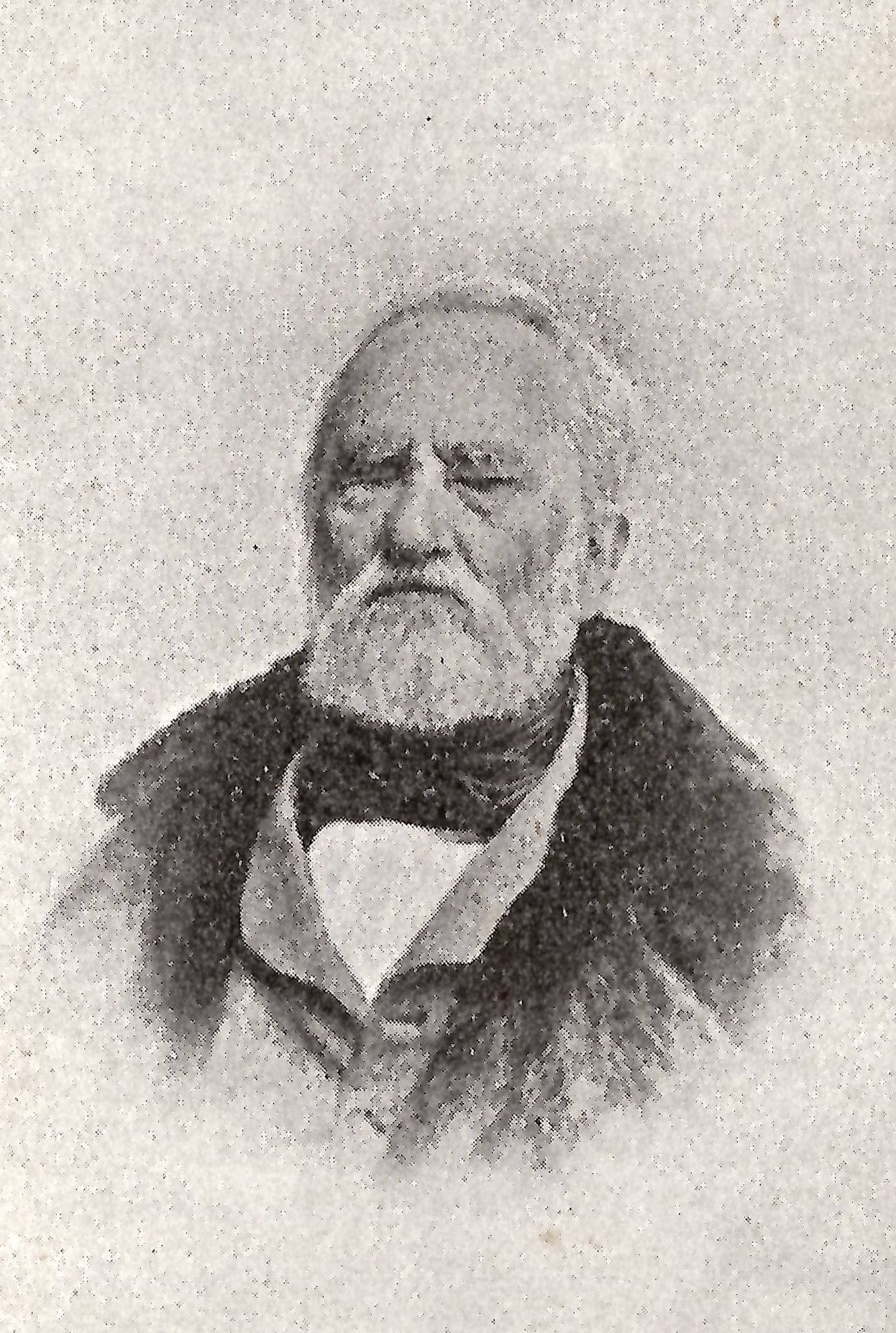
Johann Faltis

Johann Faltis (* 6. April 1796 in Nieder Wölsdorf bei Königinhof an der Elbe; † 18. Februar 1874 in Trautenau, Böhmen) war ein Leinenindustrieller und Begründer der mechanischen Flachsspinnerei in Österreich. 

## Leben
Nach der Ausbildung im Prager Handelshaus Neupauer & Co. trat Johann Faltis 1820 in das väterliche Geschäft für Kolonial-, Material- und Leinenwaren in Schurz bei Königinhof an der Elbe ein. 1823 gründete er in Trautenau im Riesengebirge eine Leinenmanufaktur und Leinenweberei. 1832 war Johann Faltis vorübergehend Leiter der Graf Harrach’schen Leinenfabrikation in Starkenbach (Riesengebirge) und in Janowitz (Mähren) sowie Leiter der Warenniederlage in Wien. Anschließend baute er ein eigenes Industrieunternehmen auf, das zu einem der erfolgreichsten der Österreich-Ungarischen Monarchie wurde.

## Industrieunternehmen

### Beginn
1835 ließ Johann Faltis englische Fachkräfte kommen, mit denen er in Pottendorf in Niederösterreich eine Werkstatt zur Erzeugung von Flachsspinnmaschinen mit Holzspindeln aufbaute. Er ließ 1836 in Jungbuch in Böhmen die ersten in Österreich gebauten Flachsspinnmaschinen aufstellen und stattete das dortige Werk mit modernsten Antriebsmaschinen aus England auf. Er erweiterte diese Produktion von 1848 bis 1864 durch den Aufbau weiterer Flachsgarnspinnereien im Flusstal der Aupa in und bei Trautenau. Nach 1864 gründete er weitere Unternehmen in Hainitz bei Bautzen und in Liebau im Landkreis Landeshut in Niederschlesien.
Bei der im Jahr 1864 mit seinem Geschäftspartner Emil Grützner gegründeten Flachsgarnspinnerei Grützner und Faltis in Hainitz übergab Johann Faltis 1866 seine Firmenanteile an seine Tochter Anna Porak, geborene Faltis (* 23. Mai 1823 in Schurz bei Königinhof an der Elbe) als stille Gesellschafterin. 1882 übergab Emil Grützner seine Anteile an dem Unternehmen in Hainitz dem Enkel des Industriellen Johann Faltis (1796–1876) Alfons Porak (1851–1910), einem Sohn der Anna Porak, geborene Faltis, verehelicht mit Anton Porak (1815–1892), Arzt und Politiker, nach 1854 praktizierender Arzt in Trautenau, 1861 bis 1866 Bürgermeister von Trautenau und Reichsratsabgeordneter. Die Fabrikation in Hainitz hatte in dieser Zeit 13.000 Spindeln, beschäftigte etwa 700 Arbeiter und bestand bis zum Jahre 1931.
Im Jahre 1858 erblindete Johann Faltis, leitete die Firmengruppe der Leinenindustrie unter Mithilfe von Angehörigen weiter und verstarb 1876 in Trautenau. Die Firma Johann Faltis Erben beherrschte bis 1918 den europäischen Flachsmarkt. Seit 1885 war der Enkel Ernst Franz Xaver Porak de Varna (1849–1918), Großindustrieller, im Adelsstand seit 1895, Sohn des Anton Porak (1816–1892) und der Anna, geborene Faltis, öffentlicher Gesellschafter der Firma Johann Faltis Erben in Trautenau, Hainitz und Liebau.

### Ende
Bis zum Ende des Ersten Weltkriegs blieb Trautenau im Riesengebirge der Mittelpunkt der Flachsindustrie der Österreich-Ungarischen Monarchie. Die Flachsspinnereien Johann Faltis Erben mit 40.000 Spindeln und etwa 2000 Beschäftigten, die Firma Aloys Haase mit 27.000 Spindeln und etwa 1300 Beschäftigten, die Firma Gebrüder Walzel in Parschnitz, einem Vorort von Trautenau und kleinere Firmen festigten den Ruf Trautenaus als internationalen Mittelpunkt der Leinenproduktion und des Leinenhandels. Eine wöchentliche, 1875 vom Industriellen Aloys Haase (1811–1878) gegründete Garnbörse und ein jährlich abgehaltener Flachsmarkt fanden europaweites Interesse und machten die Stadt Trautenau nach dem Stadtbrand von 1864 und dem Preußisch-Österreichischen Krieg des Jahres 1866 zu einer wohlhabenden, aus Stein gebauten Stadt.
Nach der Gründung der Tschechoslowakischen Republik, der nachfolgenden Inflation der Geldwährung, dem Wegbrechen der gewachsenen Absatzmöglichkeiten durch Handelsbeschränkungen der Regierung in Prag, brachte eine Massenarbeitslosigkeit der Beschäftigten des Industriegebietes Trautenau. Die Firma Faltis Erben kam in finanzielle Schwierigkeiten. Nach der Besetzung der deutschsprachigen Stadt auf Grund des Münchner Abkommens 1938 durch Truppen des Deutschen Reiches, der nachfolgenden Besetzung durch Truppen der Sowjetarmee zu Ende des Zweiten Weltkriegs 1945 bis zu der anschließend erfolgten Enteignung und Vertreibung der deutschen Bevölkerung der Stadt Trautenau durch tschechische Behörden verarmte die Stadt. Die Firma Johann Faltis Erben in Trautenau hörte auf zu bestehen.